# Chenorhamphus
A Chenorhamphus a madarak osztályának verébalakúak (Passeriformes) rendjébe és a tündérmadárfélék (Maluridae) családjába tartozó nem.

## Rendszerezés
Besorolásuk vitatott, egyes rendszerezők a Malurus nembe sorolják ezt a két fajt is.
A nembe az alábbi 2 faj tartozik:
- Chenorhamphus grayi
- Chenorhamphus campbelli